# Rafael Espino de la Peña
Rafael Espino de la Peña (Chihuahua, Chihuahua, México; 21 de noviembre de 1963) es un abogado y político mexicano, miembro del Movimiento Regeneración Nacional. Ha ocupado los cargos de Consejero Independiente de Petróleos Mexicanos y fue senador por el estado de Chihuahua de 2021 a 2024. Actualmente se desempeña como Presidente de la Asociación Mexicana de Empresas de Servicios Petroleros AC.

## Trayectoria académica
Rafael Espino de la Peña es licenciado en Derecho egresado del Instituto Tecnológico y de Estudios Superiores de Monterrey, Campus Chihuahua, con mención honorífica y mejor promedio de la generación 1980-1984. Obtuvo una maestría en Derecho Comparado por el National Law Center de la Universidad George Washington en Washington D.C., Estados Unidos (1986-1987), y es aspirante a doctor en Derecho Tributario por la Universidad de Salamanca, generación 2005.
Tiene especialidades en Derecho Fiscal (1988), Derecho Económico y Corporativo (1989), Derecho de Amparo (1989) y Derecho Comercial Internacional con mención honorífica (1997), todas por la Universidad Panamericana.

## Trayectoria profesional

### Sector público
Ejerció de forma particular su profesión en varios despachos legales, y desde 1983 hasta 1986 fue asesor jurídico del H. Ayuntamiento de Ciudad Juárez, encabezado entonces por Francisco Barrio Terrazas. 
Entre 1999 y 2001 fue Subprocurador Fiscal Federal de Investigaciones de la Secretaría de Hacienda y Crédito Público.
Se desempeñó como Procurador Fiscal del Distrito Federal de diciembre de 2006 hasta febrero de 2008 durante la administración del jefe de gobierno Marcelo Ebrard.

### Sector privado
Desde 1990 es socio fundador del Despacho Fernández, Espino y Asociados México, S.C., especializados en consulta y litigio fiscal, corporativo y comercio exterior.
Ha trabajado como asociado en diversos despachos legales, incluyendo Bryan, González, Vargas y González Baz en el área fiscal (1987-1990) y Corporación Legal Juárez en Ciudad Juárez, Chihuahua, encargado del área civil y mercantil (1984-1985).

### Sector salud
Fue Presidente del Consejo de Administración de Holding Amerimed, S.A. de C.V., propietaria y operadora de los Hospitales Amerimed en México, de 2006 a 2012, y Director General de Hospitales Amerimed de 2012 a la fecha. También es socio fundador de Medisur, S.A. de C.V.

### Sector energético
Actualmente se desempeña como Presidente de la Asociación Mexicana de Empresas de Servicios Petroleros AC.

## Trayectoria política
En 2018 fue postulado candidato de la coalición Juntos Haremos Historia y electo senador suplente en segunda fórmula por el estado de Chihuahua, siendo senador propietario Cruz Pérez Cuéllar.
El 12 de septiembre de 2019, a propuesta del presidente Andrés Manuel López Obrador, Rafael Espino fue ratificado por el Senado de la República, como consejero independiente de Petróleos Mexicanos para el periodo comprendido hasta septiembre de 2021.
El 10 de septiembre de 2021 asumió la titularidad de la senaduría por Chihuahua en la LXV Legislatura, ante la licencia concedida al propietario Pérez Cuéllar, que fue electo presidente municipal de Ciudad Juárez. Ejerció como senador hasta agosto de 2024.

## Actividades académicas
Ha sido titular del curso de Delitos Fiscales del Instituto Nacional de Ciencias Penales de 1999 a 2008 y titular de la Cátedra de Derecho Administrativo y Fiscal en la Universidad Anáhuac de 1991 a 1996.
Es autor de diversas publicaciones, entre las que destacan: "Sanción corporal y multa administrativa, ¿violación al principio Non bis in idem en México?" y "La inconstitucionalidad de las responsabilidades resarcitorias en el Distrito Federal".
Es conferencista frecuente en diversas universidades y foros nacionales en materia tributaria.

## Membresías
- Miembro de la Barra Mexicana Colegio de Abogados
- Consejero de diversas empresas nacionales y transnacionales

## Vida personal
- Cédula profesional: 1042004